# Джанго Райнхарт
Жан (Джанго) Райнхарт (на френски: Jean Baptiste „Django“ Reinhardt) е белгийско–френски джаз китарист и композитор от цигански произход.
Признат е за един от най-значимите джаз музиканти, както в Европа, така и в Америка. Сред най-известните му творби са „Minor Swing“, „Tears“, „Belleville“, „Djangology“ и „Nuages“. Считан е за един от най-великите китаристи на всички времена.

## Биография
Джанго е син на френски музикант, избягал от военна повинност в Белгия. Неговото дарование се проявява още в юношеските му години.
През 1928 г., когато неговата професионална кариера започва да добива реалност, при избухнал пожар той се осакатява. В течние на 2 години, докато се възстановява, той развива собствена техника на свирене, използваща основно показалеца и средния пръст от лявата ръка, тъй като другите му 2 пръста са тежко увредени.
Славата му се разраства в десетилетието преди Втората световна война, когато със Стефан Грапели свирят в квинтета на Hot Club de France. Това е студентска организация, промотираща джаза във Франция. Квинтетът включва контрабас, цигулка и 3 китари; Джанго и Грапели са солистите и негови неизменни членове. Quintette du Hot Club de France е описан от критика Том Джурек като „една от най-оригиналните групи в историята на записания джаз“.
Музикалните идеи на Джанго Райнхард, неговото солиране, както и оркестрирането на китарите, продължават да се възпроизвеждат в стилистика, описвана като jazz manouche. Адмирации към Джанго са засвидетелствали не само джаз музиканти, но и рок китаристи.